# Finala Cupei Orașelor Târguri 1971
Finala Cupei Orașelor Târguri 1971 a fost meciul final al celui de-al 13-lea și ultimului sezon al Cupei Orașelor Târguri. Finala s-a jucat în dublă manșă, pe 28 mai și 3 iunie 1971, între clubul italian Juventus FC și clubul englez Leeds United AFC. Leeds a devenit învingătoare, cu un scor general de 3–3, dar favorizată de regula golului marcat în deplasare.
Meciul inițial din prima manșă trebuia să se dispute pe 26 mai, dar a fost abandonat în minutul 51 al jocului, la scorul de 0-0, din cauza ploii torențiale și a terenului inundat.
Câștigătoarea finalei s-a calificat pentru Superfinala Cupei Orașelor Târguri, un meci decisiv pentru determinarea deținătoarei permanente a trofeului Cupei Orașelor Târguri.

## Detaliile meciului

### Prima manșă
| Juventus                | 2 – 2 | Leeds United          |
| ----------------------- | ----- | --------------------- |
| Bettega 27' Capello 55' |       | Madeley 48' Bates 77' |

| JUVENTUS:        |    |                      |     |     |
|                  |    |                      |     |     |
| GK               | 1  | Massimo Piloni       |     |     |
|                  | 2  | Luciano Spinosi      |     |     |
|                  | 6  | Sandro Salvadore     |     |     |
|                  | 3  | Giampietro Marchetti |     |     |
|                  | 4  | Giuseppe Furino      |     |     |
|                  | 5  | Francesco Morini     |     |     |
|                  | 10 | Helmut Haller        |     |     |
|                  | 8  | Fabio Capello        |     |     |
|                  | '7 | Franco Causio        |     |     |
|                  | 9  | Pietro Anastasi      | 72' |     |
|                  | 11 | Roberto Bettega      |     |     |
| Substituiri:     |    |                      |     |     |
| FW               | 12 | Adriano Novellini    |     | 72' |
| Antrenor:        |    |                      |     |     |
| Čestmír Vycpálek |    |                      |     |     |

| LEEDS UNITED: |    |                  |     |     |
|               |    |                  |     |     |
| GK            | 1  | Gary Sprake      |     |     |
|               | 2  | Paul Reaney      |     |     |
|               | 3  | Terry Cooper     |     |     |
|               | 4  | Billy Bremner    |     |     |
|               | 5  | Jack Charlton    |     |     |
|               | 6  | Norman Hunter    |     |     |
|               | 7  | Peter Lorimer    |     |     |
|               | 8  | Allan Clarke 32' |     |     |
|               | 9  | Mick Jones       | 72' |     |
|               | 10 | Johnny Giles     |     |     |
|               | 11 | Paul Madeley     |     |     |
| Substituiri:  |    |                  |     |     |
| MF            | 12 | Mick Bates       |     | 72' |
| Antrenor:     |    |                  |     |     |
| Don Revie     |    |                  |     |     |

### Manșa a doua
| Leeds United | 1 – 1 | Juventus     |
| ------------ | ----- | ------------ |
| Clarke 12'   |       | Anastasi 20' |

| LEEDS UNITED: |    |               |     |     |
|               |    |               |     |     |
| GK            | 1  | Gary Sprake   |     |     |
|               | 2  | Paul Reaney   |     |     |
|               | 3  | Terry Cooper  |     |     |
|               | 4  | Billy Bremner |     |     |
|               | 5  | Jack Charlton |     |     |
|               | 6  | Norman Hunter |     |     |
|               | 7  | Peter Lorimer |     |     |
|               | 8  | Allan Clarke  |     |     |
|               | 9  | Mick Jones    |     |     |
|               | 10 | Johnny Giles  |     |     |
|               | 11 | Paul Madeley  | 47' |     |
| Substituiri:  |    |               |     |     |
| MF            | 12 | Mick Bates    |     | 47' |
| Antrenor:     |    |               |     |     |
| Don Revie     |    |               |     |     |

| JUVENTUS:        |    |                      |
|                  |    |                      |
| GK               | 1  | Roberto Tancredi     |
|                  | 2  | Luciano Spinosi      |
|                  | 6  | Sandro Salvadore 75' |
|                  | 3  | Giampietro Marchetti |
|                  | 4  | Giuseppe Furino      |
|                  | 5  | Francesco Morini     |
|                  | 10 | Helmut Haller        |
|                  | 8  | Fabio Capello        |
|                  | 7  | Franco Causio        |
|                  | 9  | Pietro Anastasi      |
|                  | 11 | Roberto Bettega      |
| Antrenor:        |    |                      |
| Čestmír Vycpálek |    |                      |

Leeds United 3–3 Juventus. Leeds United a câștigat cupa cu scorul general de datorită golului marcat în deplasare.